# Ateuchus pygidiale
Ateuchus pygidiale är en skalbaggsart som beskrevs av Edgar von Harold 1868. Ateuchus pygidiale ingår i släktet Ateuchus och familjen bladhorningar. Inga underarter finns listade.